# قائمة الليختنشتاينين
قائمة ليختنشتاينين هي قائمة الأشخاص البارزين من دولة ليختنشتاين.

## الأسرة الأميرية
- فرانز جوزيف الثاني أمير ليختنشتاين, أطول فترة حكم في أوروبا (1938-1989) في أوروبا من 1964 إلى 1984
- الأمير هانز آدم الثاني، الزعيم الحالي للدولة, أحد أغنى أفراد العائلة المالكة في العالم
- الأمير ألويس أمير ليختنشتاين (مواليد 1968), وصي على العرش منذ عام 2004
- صوفي, أميرة وراثية ليختنشتاين

## سياسة
- أوتمار هاسلر, رئيس الوزراء السابق
- ماريو فريك, في كتاب غينيس للأرقام القياسية كأصغر رئيس وزراء في العالم عندما تم انتخابه.
- إرنست جوزيف والش, وزير الخارجية السابق
- كلاوس تشوتشر, رئيس الوزراء السابق

## رياضات

### المتزلجين
- ماركو بوشل (مواليد 1971)
- بول فروميلت (مواليد 1957)
- ويلي فروميلت (مواليد 1952)
- أورسولا كونزيت (مواليد 1959)
- تينا ويرذر (مواليد 1989)
- أندرياس فينزيل (مواليد 1958), فاز بميدالية برونزية واحدة وميدالية فضية أولمبية 1980 و 1984 على التوالي للتزلج على جبال الألب.
- هاني وينزل (مواليد 1956), فاز بميداليتين ذهبيتين وميدالية فضية في دورة الألعاب الأولمبية الشتوية 1980 وميدالية برونزية في 1976 للتزلج على جبال الألب.

### لاعبو كرة القدم
- ماريو فريك (مواليد 1974)
- نيكولاس هاسلر (مواليد 1991)
- بيتر جهل (مواليد 1982)
- وولفجانج أوسبيلت (مواليد 1965)

### سباق
- فابيين وولويند (مواليد 1997) (سلسلة W)

## الفنون
- Ida Ospelt-Amann (1899-1996), شاعر
- جوزيف راينبيرغر (1839–1901), ملحن
- Hermine Rheinberger (1864–1932), كاتب

## آخر
- ولفغانغ هاس (مواليد 1948), رئيس أساقفة فادوز, أسقف خور السابق
- بيتر كايزر (١ أكتوبر ١٧٩٣ - ٢٣ فبراير ١٨٦٤), مؤرخ ورجل دولة
- جون لاتنسر الأب (1858-1936), مهندس معماري